# Turcs en Belgique

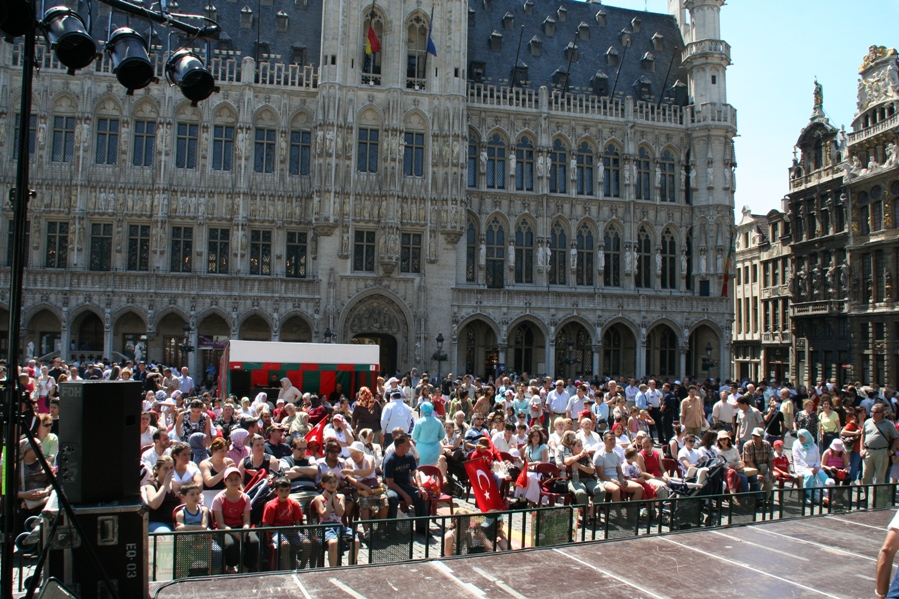
Journée Turque à la Grand-Place (2006)

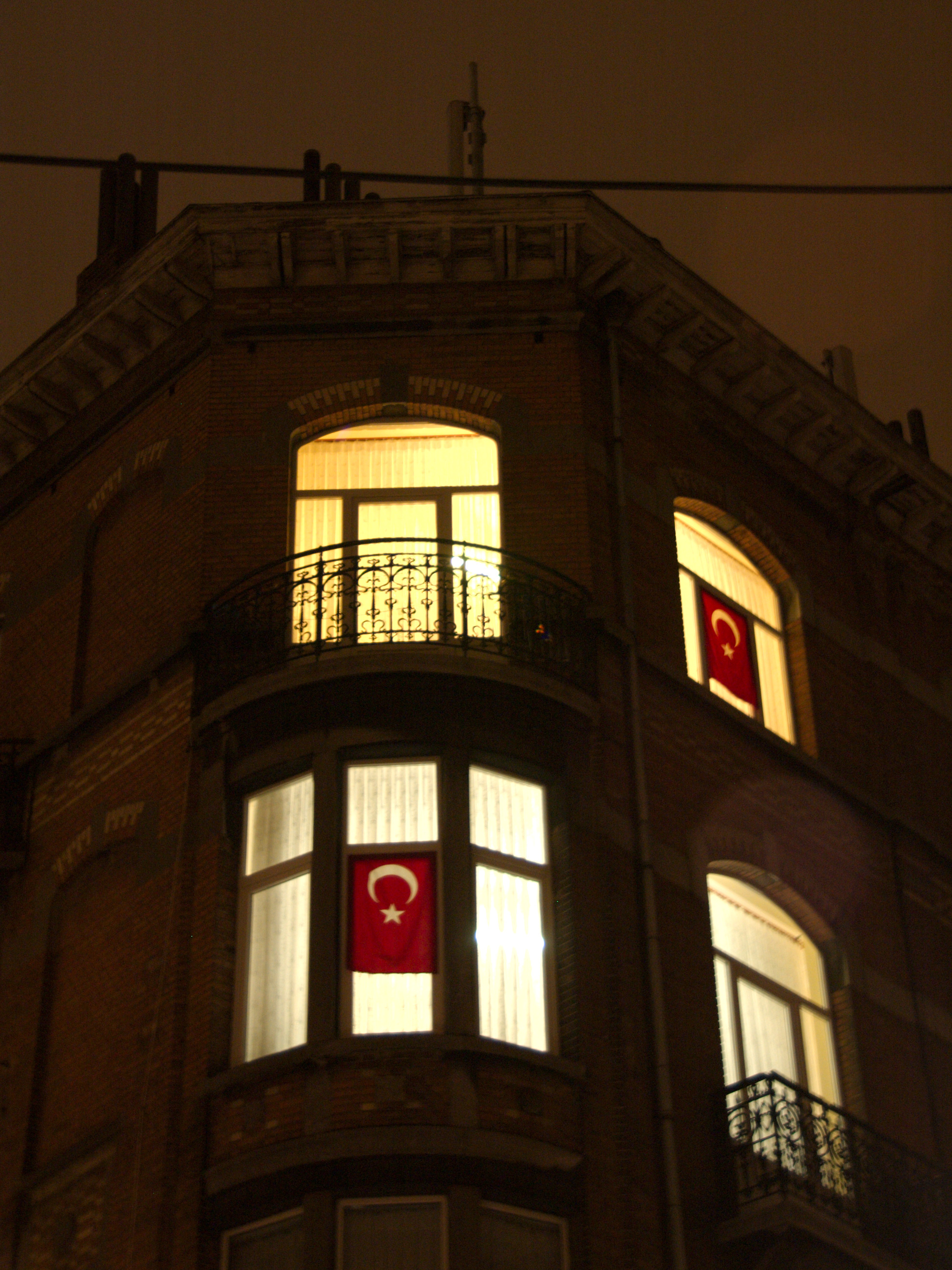
Drapeaux turcs dans la ville bruxelloise de Saint-Joose-ten-Noode

Le terme Turcs en Belgique ou Belgo-Turcs se réfère à des Turcs qui ont immigré vers la Belgique. Cependant, il peut également se référer à des personnes nées en Belgique qui ont des parents ou des ascendants turcs.

## Histoire
La migration turque vers la Belgique a commencé dans les années 1960, lorsque la Belgique a activement encouragé l'immigration pour répondre à ses besoins en matière d'emploi à l'ère de l'expansion économique rapide. Ces immigrants ont été accueillis comme « travailleurs invités » lorsque la Turquie a signé un accord bilatéral avec la Belgique en juillet 1964,. Comme ils étaient principalement ouvriers non qualifiés, les immigrés turcs espéraient faire fortune en peu de temps et puis retourner en Turquie. La majorité des migrants turcs arrivés dans les régions rurales de la région de l'Anatolie centrale, en particulier à partir d'Afyon, Eskisehir et Kayseri. Beaucoup se sont installés dans les régions industrialisées et, plus tard, ont amené leurs familles lorsque la Belgique a tenté de résoudre le problème croissant de la faible densité de la population en encourageant le regroupement familial.
Vers les années 1970, le phénomène des immigrants qui arrivent en Belgique avec un visa touristique a commencé ; la plupart sont venus à partir d'Afyon, en particulier de la ville de Emirdağ,. Lors de leur arrivée, ils ont cherché du travail et essayé de légaliser leur statut en tant que travailleurs. La présence de ces touristes a créé un marché noir de la force de travail, de sorte que, à deux reprises, le gouvernement a dû légaliser leur statut. Une fois le statut de « travailleurs invités » obtenu, ils pouvaient faire venir leur famille.
Durant les années 1980, l'immigration était interdite par loi. La seule possibilité légale d'obtenir un permis de séjour était par le regroupement familial, qui n'était applicable que pour les membres de la famille nucléaire des ouvriers immigrés ou par le mariage avec un citoyen belge. Une autre motivation pour venir en Belgique était de déposer une demande de statut de demandeur d'asile à l'arrivée. Les demandeurs d'asile turcs venaient de toute la Turquie, certains étant membres de minorités nationales (tels les Kurdes). Cependant, d'autres demandeurs d'asile comprenaient des Turcs d'Europe de l'Est (tels les Turcs bulgares et les Turcs macédoniens).
Depuis l'entrée de la Bulgarie dans l'Union européenne, des milliers de Turcs bulgares, parmi lesquels beaucoup étaient déjà au travail en Belgique comme étrangers sans papiers, se sont eux-mêmes établis sous le statut de travailleurs indépendants, c'est-à-dire officiellement associés dans de petites entreprises, principalement dans le bâtiment et le secteur de la propreté. Ils ont apporté avec eux leur conjoint et leurs enfants, commençant ainsi en Belgique leur nouveau « chez soi ». Certains enfants sont en effet nés en Belgique, même lorsque leurs parents ont été ou sont encore des sans-papiers. Il y avait officiellement 1 957 personnes natives de Bulgarie vivant en Belgique en 2001 et 4 807 en 2006.

## Démographie
| Naturalisation de citoyens turcs, |        |       |            |
| Année                             | Nombre | Année | Population |
| 1990                              | 706    | 1999  | 4,402      |
| 1991                              | 1,020  | 2000  | 17,282     |
| 1992                              | 4,044  | 2001  | 14,401     |
| 1993                              | 3,415  | 2002  | 7,805      |
| 1994                              | 6,263  | 2003  | 5,186      |
| 1995                              | 6,925  | 2004  | 4,467      |
| 1996                              | 7,066  | 2005  | 3,602      |
| 1997                              | 7,835  | 2006  | 3,204      |
| 1998                              | 6,932  | 2007  | 3,039      |

Le recensement de 1970 dénombrait 21 000 Turcs; dans le cadre du recensement de 1977, ce chiffre était monté à 60 000. Pendant les années suivantes, le regroupement familial a continué à augmenter les chiffres et en 1981, il y avait 64 000 Turcs. Bien que cette croissance ralentissait, il y avait 72 000 Turcs en 1985, 81 744 en 1996. La moitié d'entre eux vivait en Flandre - en particulier à Anvers et Gand, et un peu plus d'un quart à Bruxelles. En 1993, 88 269 personnes de nationalité turque ont été enregistrées en Belgique, toutefois, en 1999, le nombre de ressortissants turcs est tombé à 70 701, parce qu'une partie importante de la population a adopté la nationalité Belge. En 2006, les 86 197 résidents Turcs représentaient 9,5% des ressortissants étrangers, et en 2016, les 36 650 Turcs ne représentaient plus que 2,8 % de la population étrangère résidant en Belgique.
Les Turcs continuent de migrer vers la Belgique dans l'espoir de se construire un avenir meilleur; nombre d'entre eux sont attirés par la sécurité sociale et économique.
La majorité des Turcs vivant en Belgique sont originaires de la région de Emirdağ bien qu'il y ait aussi de nombreux Turcs de Sivas qui ont trouvé leur chemin vers la Belgique. En 1998, près de 49,8% vivent dans la région Flamande, de 25,2% en Wallonie, et de 25% à Bruxelles. Les Turcs originaires de la même région de Turquie ont tendance à se rassembler, non seulement dans les villes mais également dans les mêmes quartiers.
La majorité des Turcs vivent dans la commune de Schaerbeek. La Chaussée De Haecht est peuplée d'immigrés turcs. Ses pizzerias, pâtisseries, cafés et barbiers évoquent une rue turque. Selon le Consulat de Turquie à Anvers, le nombre de Turcs est d'environ 75 000, et il y a 115 associations turques rien qu'à Anvers. Il y a un plus de 82 associations turques à Bruxelles.

## Religion

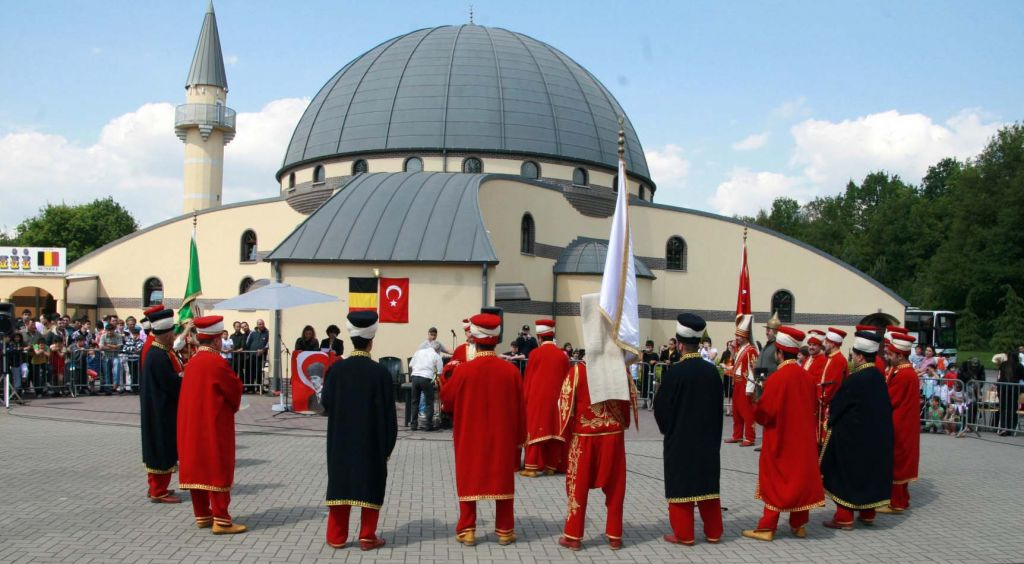
Mosquée Yunus Emre à Genk

Voir aussi: Religion en Belgique et Islam en Belgique
La majorité des Turcs est musulmane sunnite. Quelques organisations transnationales sunnites turques sont actives en Belgique, particulièrement:
- Milli Görüş, représenté par la Fédération Islamique Belge,
- Süleymancis, représenté par l'Union des Centres Culturels Islamiques de Belgique,
- le mouvement Nurcu,
- et comme dans d'autres pays, l'antenne locale de la Diyanet, la Fondation Religieuse Islamique Turque[25], gère et contrôle la plupart des mosquées[26] et la majorité des affiliations à l'assurance de rapatriement funéraire.

La communauté Alévi est une autre communauté musulmane turque présente en Belgique qui gère plusieurs associations. À Bruxelles: le Centre culturel turc pour le respect de la personne humaine - Erenler Derneği (centre culturel turc pour le respect de l'être humain - Erenler), officiellement enregistrée en 1994, fondée par les Alévis du village de Karacalar, près de Emirdag, menés par leur traditionnel spirituel leader (Hak Halili dede, Bac ı Sultan Ebe, Kadir dede) à partir de la famille Şahbaz, et le plus progressiste Centre socioculturel alévi de Bruxelles, officiellement enregistrée en 2003 par 14 membres fondateurs, dont 4 sont nés à Elbistan, 3 en Belgique, 2 à Gücük (près de Elbistan), les autres à Adıyaman, Inis, Tunceli, Soğucak et Sün).
À Charleroi (Centre culturel alévi de Charleroi, officiellement enregistré en 1999 par les 9 membres fondateurs, dont 6 avaient la double nationalité belge et turque. À Anvers le Alevietische Kultureel Centrum Antwerpen, à Liège l'Association culturelle Alévi de Liège de 2002 à 2004, renommée depuis 2005, le Foyer culturel alévi de Liège. Dans la province de Limbourg, le Samenwerking Limburgse Alevieten est officiellement enregistré en 1990. Il existe également depuis 2008 une Fédération Belge des Associations Alévies, la Fédération des syndicats des Alévis en Belgique - Belçika Alevi Birlikleri Federasyonu (FUAB-BABF). créé en 2003, basée à Anvers, puis à Bruxelles en 2006. regroupant les Alevietische Kultureel Centrum Antwerpen, le Centre culturel alévi de Charleroi et le Samenwerking Limburgse Alevieten.

## Organisations et associations
Il existe des dizaines d'associations turques en Belgique. La plupart sont regroupées dans des fédérations, soit liées au gouvernement turc (Diyanet) et à l'ambassade ou à différents mouvements religieux et politiques turcs : le Milli Görüş (Fédération islamique belge), le Nurcus, le Süleymancis (Union des Centres islamiques de Belgique), les Loups Gris (Verbond der Turkse Verenigingen in België, Belçika Ülkücü Türk Dernekleri Federasyon/Belçika Türk Federasyonu) etc.

## La participation politique

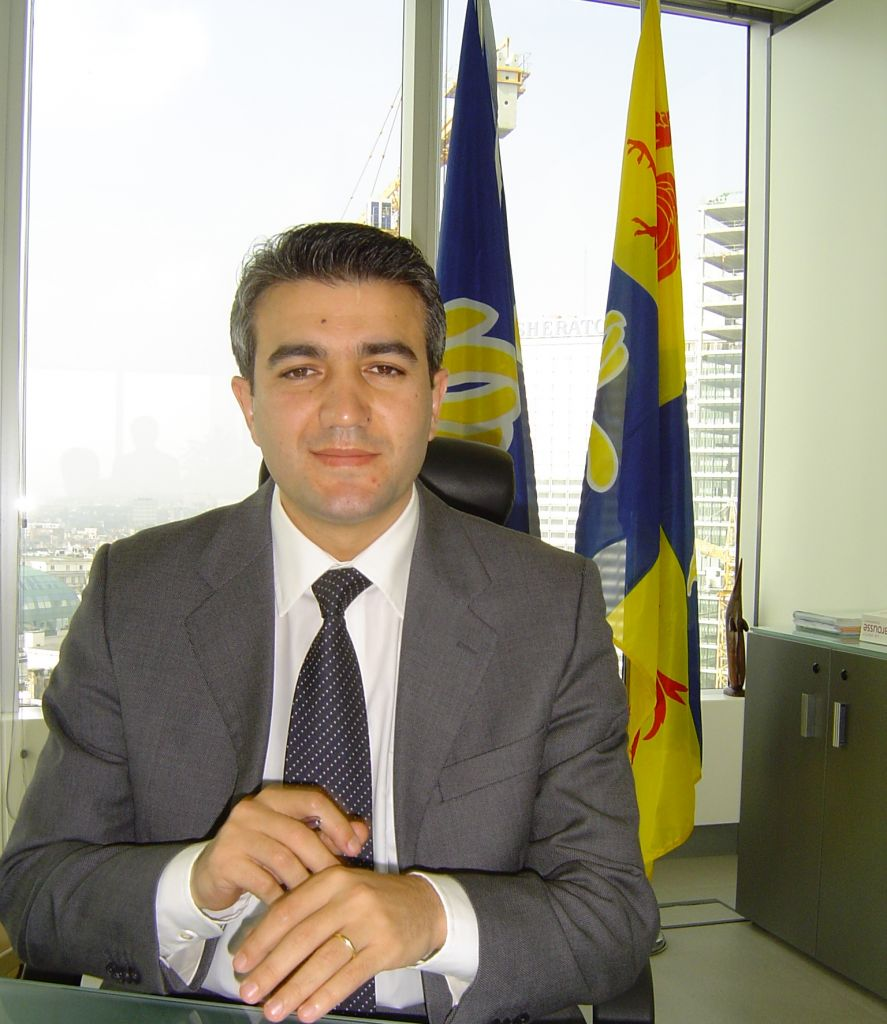
Emir Kir (PS), Secrétaire d'Etat bruxellois (2004-2012)

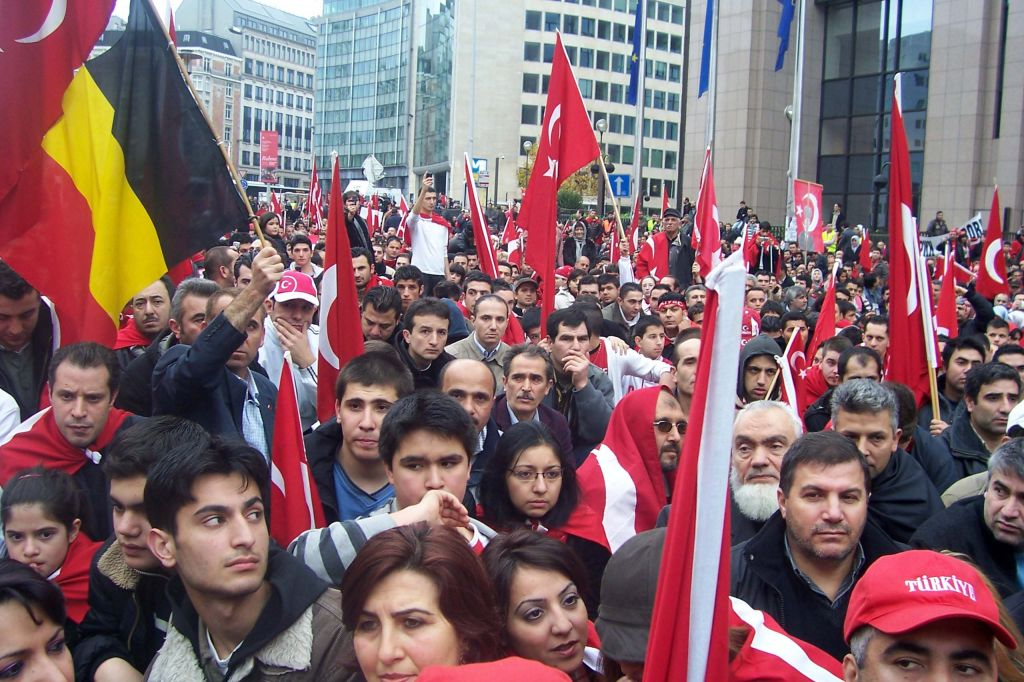
Démonstrations avec le drapeau de la Turquie et de la Belgique à Bruxelles-Schuman en 2008

Au niveau fédéral, plusieurs députés et sénateurs ont été élus ou cooptés à la Chambre Belge des Représentants et du Sénat. Parmi eux, les Socialistes Flamands Cemal Çavdarlı (adjoint en 2003-2007) et Fatma Pehlivan (sénateur en 2001 et 2007, et de nouveau en 2009-2010), les Écologistes Flamands Meryem Kaçar (sénateur en 1999-2003) et Meyrem Almacı (adjoint depuis 2007, réélu en 2010), le Chrétien-Démocrate Flamand, Hilâl Yalçin (adjoint en 2007-2010), l'avocate N-VA Zuhal Demir députée fédérale depuis 2010 ; le Socialiste francophone Özlem Özen (député depuis juin 2010). Kaçar, Cavdarlı et Pehlivan résident à Gand, Almacı et Demir à Anvers, Yalçın vient de la province du Limbourg et Ozen de la province wallonne du Hainaut.
Il y a aussi des Turco-belges membres des parlements régionaux, l'un d'eux, Emir Kir (francophone Parti Socialiste), est devenu sous-ministre dans le gouvernement régional de Bruxelles en 2004, et de nouveau en 2009, à titre de Secrétaire de l'Assainissement Public et de la Conservation des monuments.
Une douzaine de Turco-belges ont été élus conseillers municipaux ou échevins lors des 2006 élections municipales de 2006, principalement en Flandres ou dans la Région de Bruxelles-capitale, mais aussi dans quelques communes de Wallonie.

## Musique

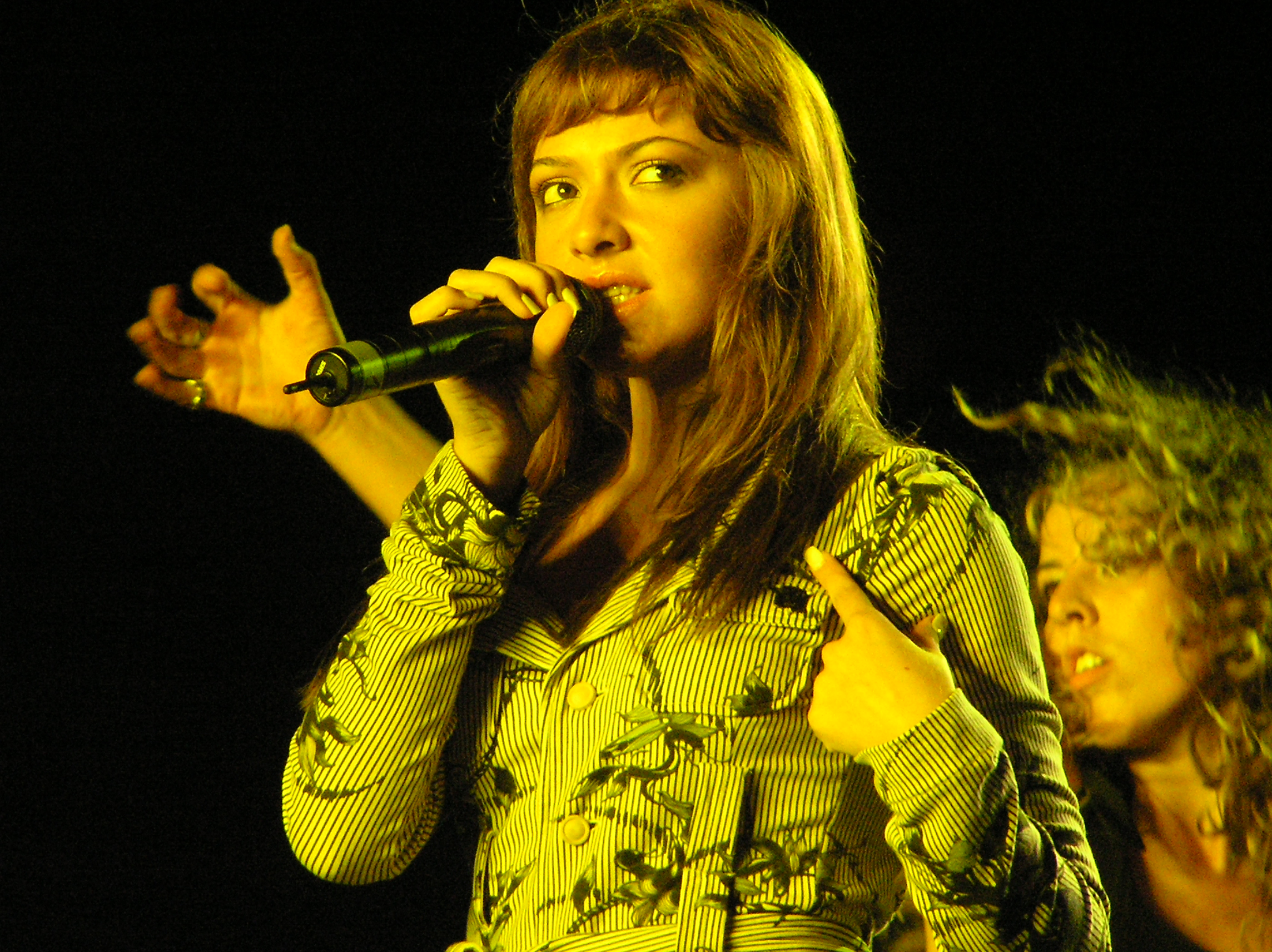
Hadise Açıkgöz (Hadise), chanteuse

Des Turcs ont également contribué à la musique belge. Hadise, fille d'une famille de Sivas, a été active dans le monde de la musique pop en Belgique. Hadise s'est fait connaître en 2003, grâce au concours de la chanson « Idool » parrainé par VTM, une station de radio flamande. Ses chansons « Stir Me Up » et son album « Milk Chocolate Girl » ont été au sommet des charts pendant un long moment.

## Turcs célèbres de Belgique

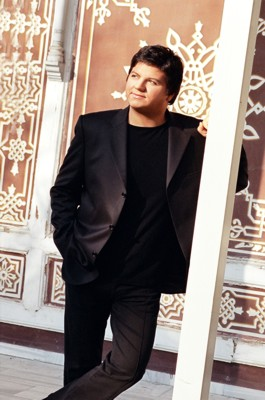
Ramazan Kubat (en), chanteur
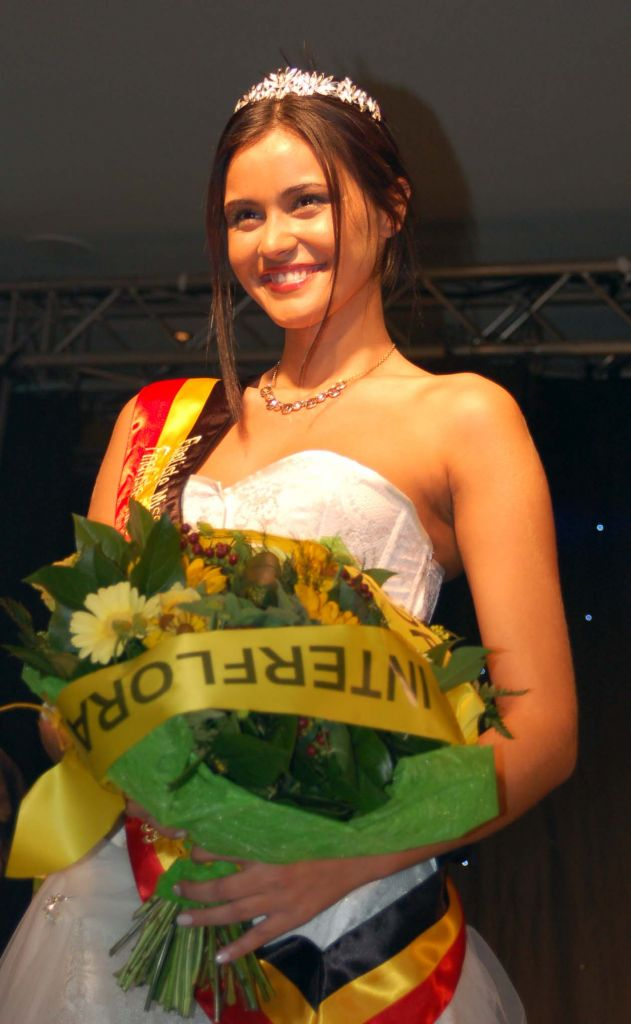
Zeynep Sever, Miss Belgique 2009
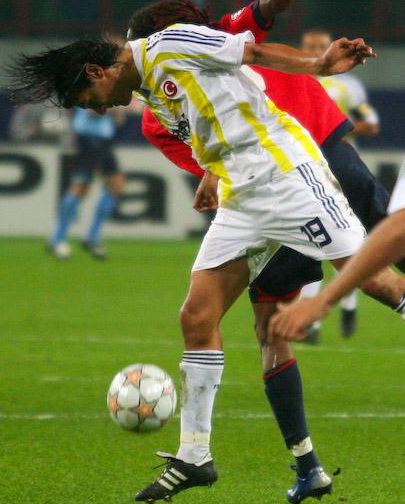
Önder Turacı, footballeur
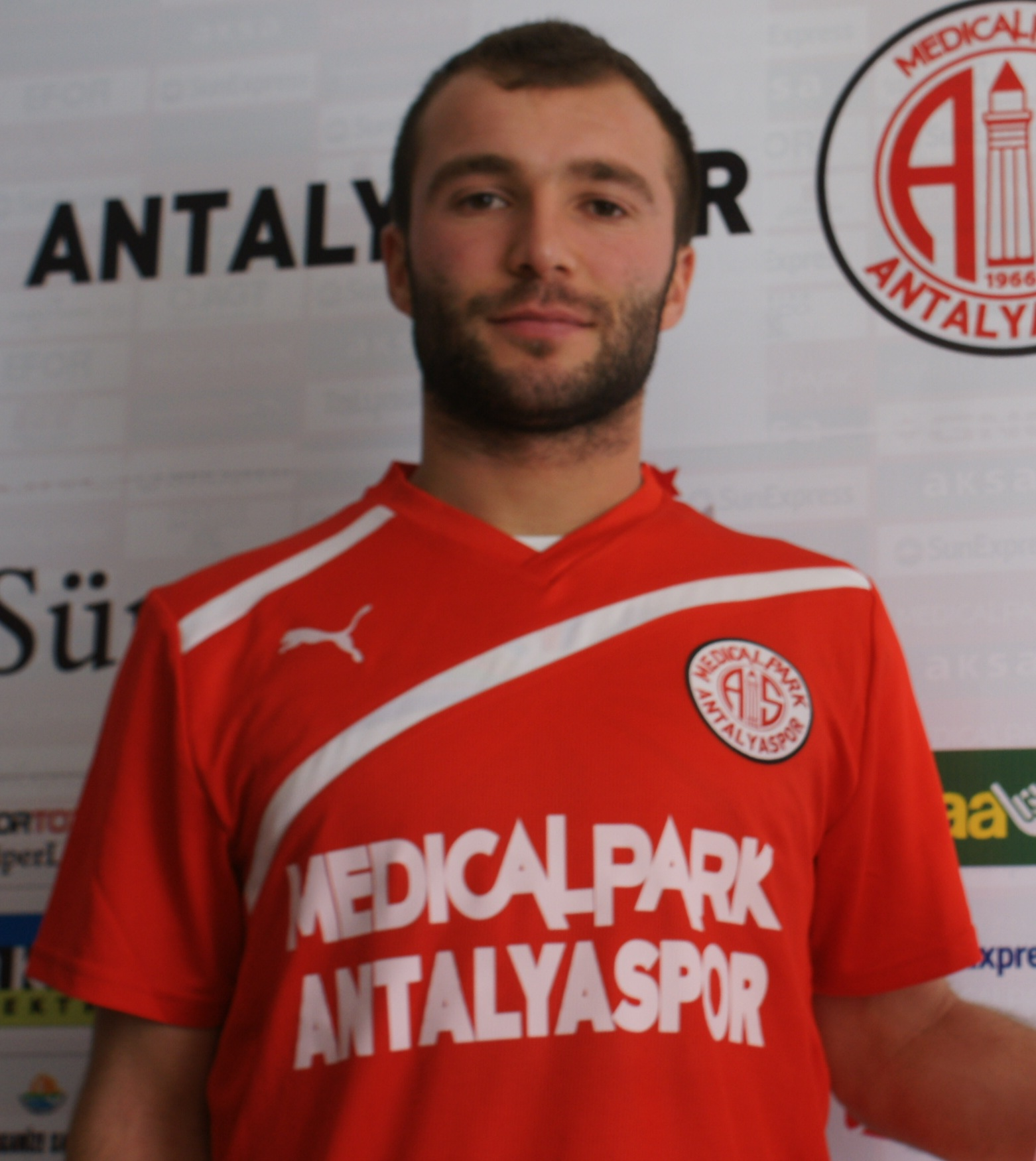
Murat Akin (en), footballeur

## Lectures complémentaires
- Nathalie Caprioli (éd.), « Aux pays des Alévis », Agenda interculturel, Bruxelles, Centre bruxellois d'action interculturelle, no 249,‎ janvier 2010 (lire en ligne)
- Collectif, « Marche Turque », Agenda interculturel, Bruxelles, Centre bruxellois d'action interculturelle, no 225,‎ octobre 2004 (lire en ligne)
- Mehmet Koksal, « Turcs et turcophones en Belgique », Politique, Bruxelles, no 36,‎ septembre 2004 (ISSN 1372-908X, lire en ligne)
- Mazyar Khoojinian, « Les Communistes turcs en Belgique (1972-1989) » [archive du 20 juillet 2011], CArCoB – Archives Communistes, 14 février 2009 (consulté le 10 décembre 2009), p. 21
- Michaël Lebrecht, Alévis en Belgique. approche générale et étude de cas, Louvain-la-Neuve, Academia-Bruylant, coll. « Sybidi », 1997 (ISBN 978-2-87209-466-0)
- (en) Johan Wets, « The Turkish Community in Austria and Belgium : The Challenge of Integration », Turkish Studies, Routledge, vol. 7,‎ 2006, p. 85–100 (DOI 10.1080/14683840500520600, lire en ligne)